# 吴登索
登索（1952年1月23日—），尊称吴登索，又译作吴登梭，缅甸军事、政治人物，出生于实皆省卡尼镇，缅甸国防军前少将、宪法法庭前庭长，是缅甸第一任及现任联邦选举委员会主席。

## 生平
吴登索毕业于缅甸国防学院第16期，1974年12月31日重新入伍，在军队中曾担任陆军军官，后晋升为少将，历任军事法官辩护将军、最高法院副首席法官，参与起草了2008年缅甸宪法。2010年3月8日，缅甸成立联邦选举委员会，吴登索被委任为首任主席。
担任主席期间，吴登索因禁止国际媒体和外国观察员报道自1990年以来首次全国性大选——2010年缅甸大选而引起争议。全国民主联盟和其他亲民主派政党最终以不公平的选举法和监督为由抵制了选举。此外，在他的领导下，联邦选举委员会违反选举法中禁止公务员和国家资源参与政党政治的规定，批准了亲军队政党联邦巩固与发展党的注册。2011年3月30日，他因转任缅甸宪法法庭庭长而辞去联邦选举委员会主席的职务，翌年9月，他辞去了庭长一职。
2021年缅甸军事政变后，缅甸军政府领导的國家管理委員會委派吴登索回任联邦选举委员会主席，上任后，吴登索领导的选举委员会宣布取消了2020年大选结果。

## 受到的制裁
2022年1月31日，英国以“参与破坏民主和法治”和“无视2020年的缅甸选举结果并支持未经证实的选举舞弊指控，以试图使政变合法化”为由宣布对吴登索和另外两名个人实施制裁。